# Bourgogne des Flandres
 (mars 2021).
Si vous disposez d'ouvrages ou d'articles de référence ou si vous connaissez des sites web de qualité traitant du thème abordé ici, merci de compléter l'article en donnant les références utiles à sa vérifiabilité et en les liant à la section « Notes et références ».
La Bourgogne des Flandres  est une bière belge brassée par la Brasserie Bourgogne des Flandres à Bruges en province de Flandre occidentale. La Bourgogne des Flandres brune fait partie des quelques rares bières dites de fermentation mixte.

## Historique
La Bourgogne des Flandres existe depuis 1911. Elle était alors brassée par la famille Van Houtryve à Bruges dans la brasserie Den Os. En 1957, l'activité de cette brasserie cesse et la Bourgogne des Flandres est alors produite par la brasserie Verhaeghe à Vichte qui produira plus tard la Duchesse de Bourgogne. 
Au début des années 1990, la Bourgogne des Flandres est brassée par la Brasserie Timmermans qui fait partie du groupe John Martin SA. Depuis le 16 novembre 2015 et la création de la Brasserie Bourgogne des Flandres (en néerlandais : Brouwerij Bourgogne des Flandres), cette bière est de nouveau brassée dans le centre historique de Bruges mais la collaboration avec la brasserie Timmermans reste d'application. Ces deux brasseries font partie du groupe John Martin SA. 
La nouvelle brasserie Bourgogne des Flandres se situe au n° 6 de Kartuizerinnenstraat dans le centre historique de Bruges à environ 200 m de la Place et à proximité de l'endroit où se trouvait la brasserie Den Os où tout avait commencé.

## Bières
- La Bourgogne des Flandres brune est une bière brune de type spéciale formée par une fermentation mixte alliant une sélection de lambics mélangée (fermentation spontanée) et une bière brune de haute fermentation et vieillie en fûts de chêne. Elle titre 5 % en volume d'alcool. En 2009, elle a reçu 3 étoiles au Superior Taste Award de l'International Taste & Quality Institute et, en 2012, elle a obtenu la médaille de bronze au Brussels Beer Challenge dans la catégorie Red Ale : Vieille rouge (Flanders Red Ale).

- La Bourgogne des Flandres blonde est une bière blonde de haute fermentation et à forte amertume titrant 6 % en volume d'alcool.

L'étiquette représente le beffroi de Bruges en doré sur fond noir. Ce beffroi voisin de la brasserie est repris sur la liste du Patrimoine mondial de l'UNESCO.

## Sources et liens externes
- Site de la brasserie.